# Yacht (spel)

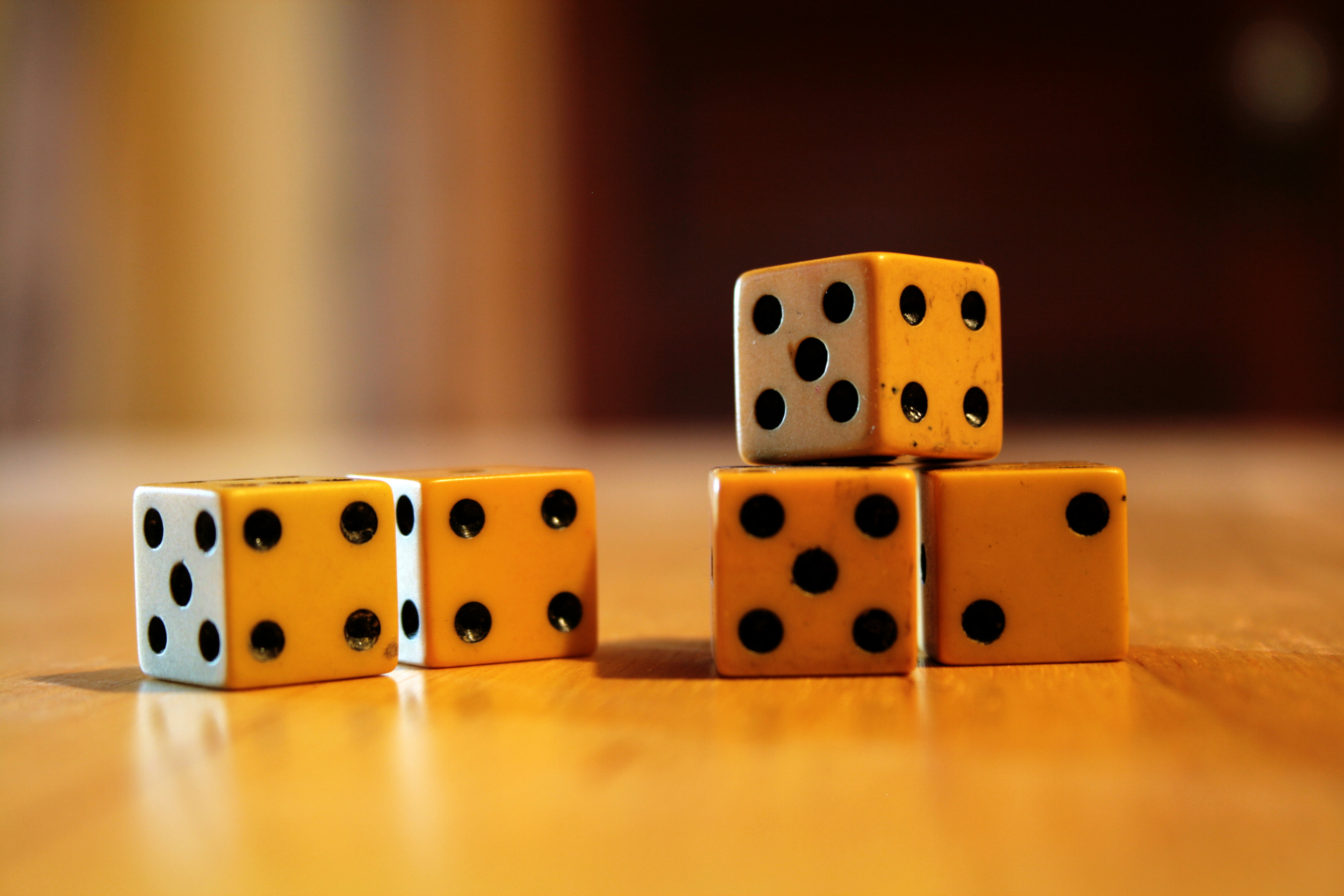
Yacht spelas med fem sexsidiga tärningar.

Yacht  är ett public domain tärningsspel som bygger på det latinamerikanska spelet Generala och som till sin struktur påminnar om det engelska spelet Tärningspoker, det skandinaviska spelet Yatzy samt den amerikanska motsvarigheten Yahtzee. Yacht kan spåras tillbaka till åtminstone 1938 och är samtida med det liknande tretärningsspelet Crag. Yahtzee är en senare utveckling som liknar Yacht både till namn och innehåll.
Namnet Yacht används också för en del nyare tärningsspel som är närmare Yahtzee än det ursprungliga Yacht-spelet.

## Spelets gång
Dessa regler gäller 1938 års version av Yacht. Målet med spelet är att få poäng genom att kasta fem tärningar för att skapa vissa kombinationer. Tärningarna får kastas upp till tre gånger per tur. Ett spel består av tolv omgångar. Efter varje omgång väljer spelaren vilken poängkategori som ska användas för den omgången. När en kategori väl har använts i spelet kan den inte användas igen. Poängkategorierna har olika poängvärden. Vissa ger ett fastlagt antal poäng, medan det för andra kategorier är tärningarnas värden som styr poängen. En yacht är fem lika (femtal) och ger 50 poäng. Vinnaren är den spelare som får flest poäng.

## Poängsättning
Följande är de 12 kategorierna samt poängen i dessa kategorier:
| Kategori    | Beskrivning                      | Poäng                          | Exempel      |
| Ettor       | Valfri kombination               | Summan av ettorna              | ger 3 poäng  |
| Tvåor       | Valfri kombination               | Summan av tvåorna              | ger 6 poäng  |
| Treor       | Valfri kombination               | Summan av treorna              | ger 9 poäng  |
| Fyror       | Valfri kombination               | Summan av fyrorna              | ger 12 poäng |
| Femmor      | Valfri kombination               | Summan av femmorna             | ger 15 poäng |
| Sexor       | Valfri kombination               | Summan av sexorna              | ger 18 poäng |
| Kåk         | Tre lika och ett par             | Summan av alla tärningarna     | ger 19 poäng |
| Fyrtal      | Fyra lika tärningar (eller fler) | Summan av dessa fyra tärningar | ger 20 poäng |
| Liten stege | 1-2-3-4-5                        | 30 (*)                         | ger 30 poäng |
| Stor stege  | 2-3-4-5-6                        | 30 (*)                         | ger 30 poäng |
| Chans       | Valfri kombination               | Summan av alla tärningarna     | ger 13 poäng |
| Yacht       | Fem lika tärningar               | 50                             | ger 50 poäng |

(*) Poängen beror på regelvarianten.
Om en kategori väljs men tärningarna inte matchar kraven för kategorin får spelaren 0 i den kategorin.
En yacht kan inte räknas som en kåk, men kan räknas som ett fyrtal, även om den femte tärningen i så fall inte räknas med i poängen. Poängen för varje stege varierar mellan olika versioner, men vanligast är 30 poäng för båda.
Maximalt möjliga poäng beror på de poängregler som används, men med ovanstående regler är 297 maximala poängen som kan uppnås.

## Jämförelse med Yatzy
Utöver poängsättningen, skiljer sig reglerna för Yacht från Yatzys regler genom att Yacht inte har någon bonussektion. Kategorierna ett par, två par och tretal finns ej heller med i Yacht.